# Fort San Sebastian (Ghana)
Fort San Sebastian – jedna z najstarszych fortyfikacji w Ghanie, położona w mieście Shama.

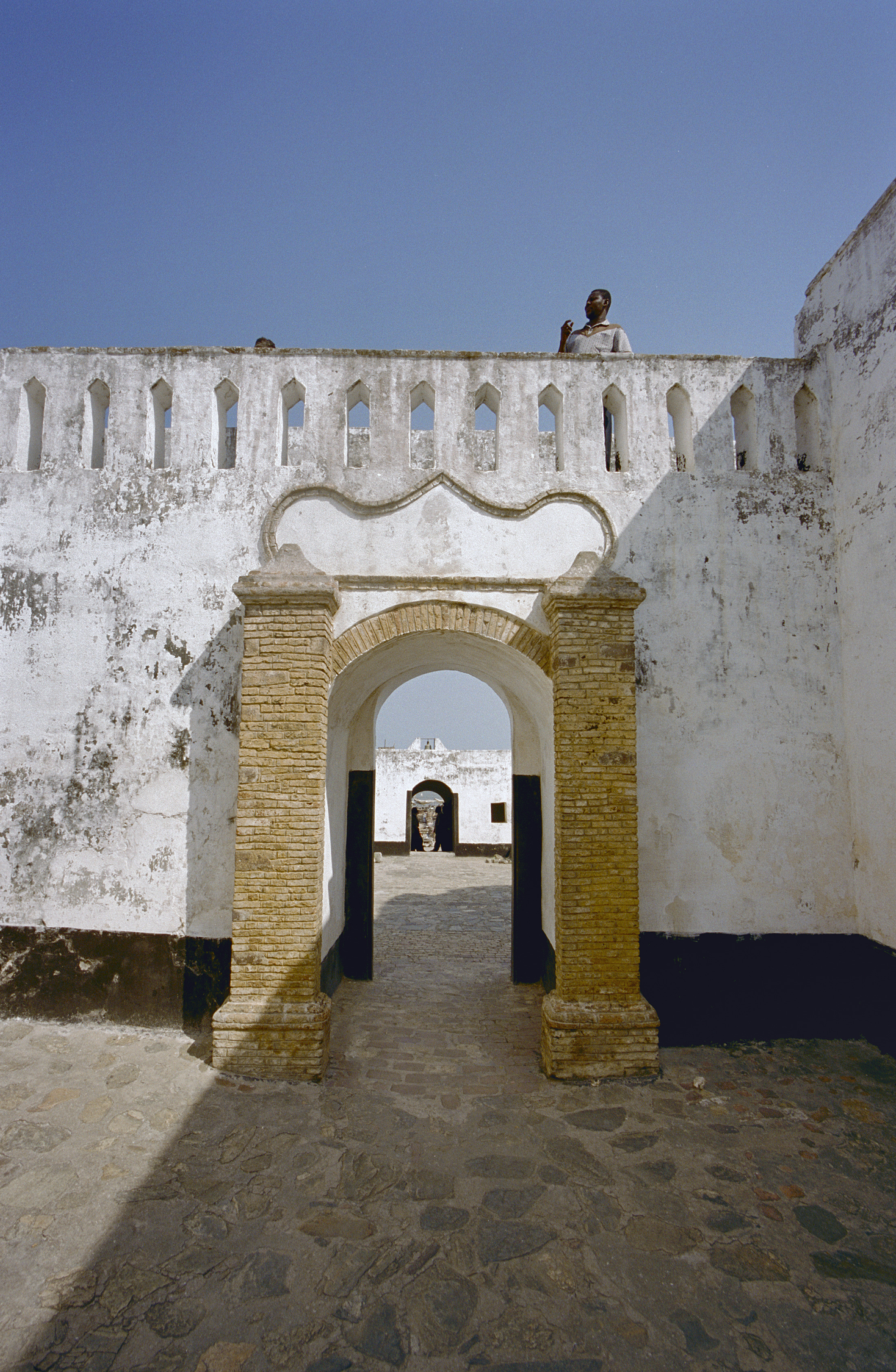
Brama Fortu

## Historia
Fort został zbudowany przez Portugalczyków w latach 1520–1526. W 1638 roku przejęła go Holenderska Kompania Zachodnioindyjska. Pierwotnie miał odstraszać angielskich żeglarzy utrudniających handel w Shamie. Holendrzy rozbudowali twierdzę w latach 1640–43. Kompania ujawniła informacje, że fort był ośrodkiem handlu złotem i niewolnikami, czemu jednak zaprzeczyła na początku XVIII wieku. Brytyjczycy przejęli fort w 1872 roku.
W okresie handlu niewolnikami w Forcie San Sebastian niewolnicy oczekiwali na transport do Ameryki Północnej.
Po rewitalizacji w połowie XX wieku, budynek stał się siedzibą urzędu pocztowego, sądu i biur. Jest udostępniony do zwiedzania.